# Dienerella adelphia
Dienerella adelphia es una especie de coleóptero de la familia Latridiidae.

## Distribución geográfica
Habita en Chile.